# Лука Калітерна
Лука Калітерна (хорв. Luka Kaliterna, нар. 13 жовтня 1893, Спліт  — пом. 25 лютого 1984, там само) — югославський футболіст, що грав на позиції воротаря. По завершенні ігрової кар'єри — футбольний тренер.
Легенда клубу «Хайдук» (Спліт), якому у ролі гравця і тренера віддав більше 30-ти років. Привів команду до трьох перших перемог у чемпіонаті Югославії.

## Життєпис
Молодший брат Фабіана Калітерни, одного із засновників клубу «Хайдук» (Спліт) в 1911 році. З цього часу в команді виступав на позиції воротаря і Лука. Загалом у складі команди він зіграв 160 матчів у 1911—1923 роках.
В 1922 році склав іспит на футбольного арбітра. Але з 1923 року перейшов на тренерську діяльність, ставши першим місцевим тренером «Хайдука». Сучасники називали Луку Калітерну фахівцем вищого рівня, відзначаючи його неабиякі здібності вчителя і вихователя. Калітерна вивів футбольний клуб «Хайдук» на провідні ролі в країні. Йому вдалося виховати не одне покоління сильних місцевих футболістів, серед яких виділяються Любо Бенчич, Мірко Боначич, Антун Боначич, Шиме Подує, Велько Подує, Янко Родін, Вінко Радич, Отмар Гаццарі, Лоренцо Гаццарі, Мирослав Дешкович, Лео Лемешич, Марко Мікачич, Владимир Крагич, Фране Матошич, Йозо Матошич та багато інших.
У 1927 і 1929 роках «Хайдук» з Калітерною на чолі виграв свої перші титули чемпіона Югославії. В 1924, 1928, 1932, 1933 і 1937 роках команда здобувала срібло.
Ще один чемпіонський титул «Хайдук» під керівництвом Калітерни виграв у 1950 році. Головними зірками тієї команди були Бернард Вукас, Владимир Беара і Фране Матошич.
Крім «Хайдука», тренував хорватські команди «Спліт», «Рієка» і «Задар».

## Трофеї і досягнення
- Чемпіон Югославії: 1927, 1929, 1950
- Срібний призер чемпіонату Югославії: 1924, 1928, 1931-32, 1932-33, 1936-37
- Чемпіон футбольної асоціації Спліта: 1920-21, 1921-22 (як гравець), 1923-24, 1924-25, 1926 (в), 1926 (о), 1927 (в), 1927 (о), 1928, 1929 (в), 1929 (о), 1930 (в), 1930 (о), 1932, 1936 (в) (як тренер)